# Bayou Bartholomew
Pour les articles homonymes, voir Bartholomew.

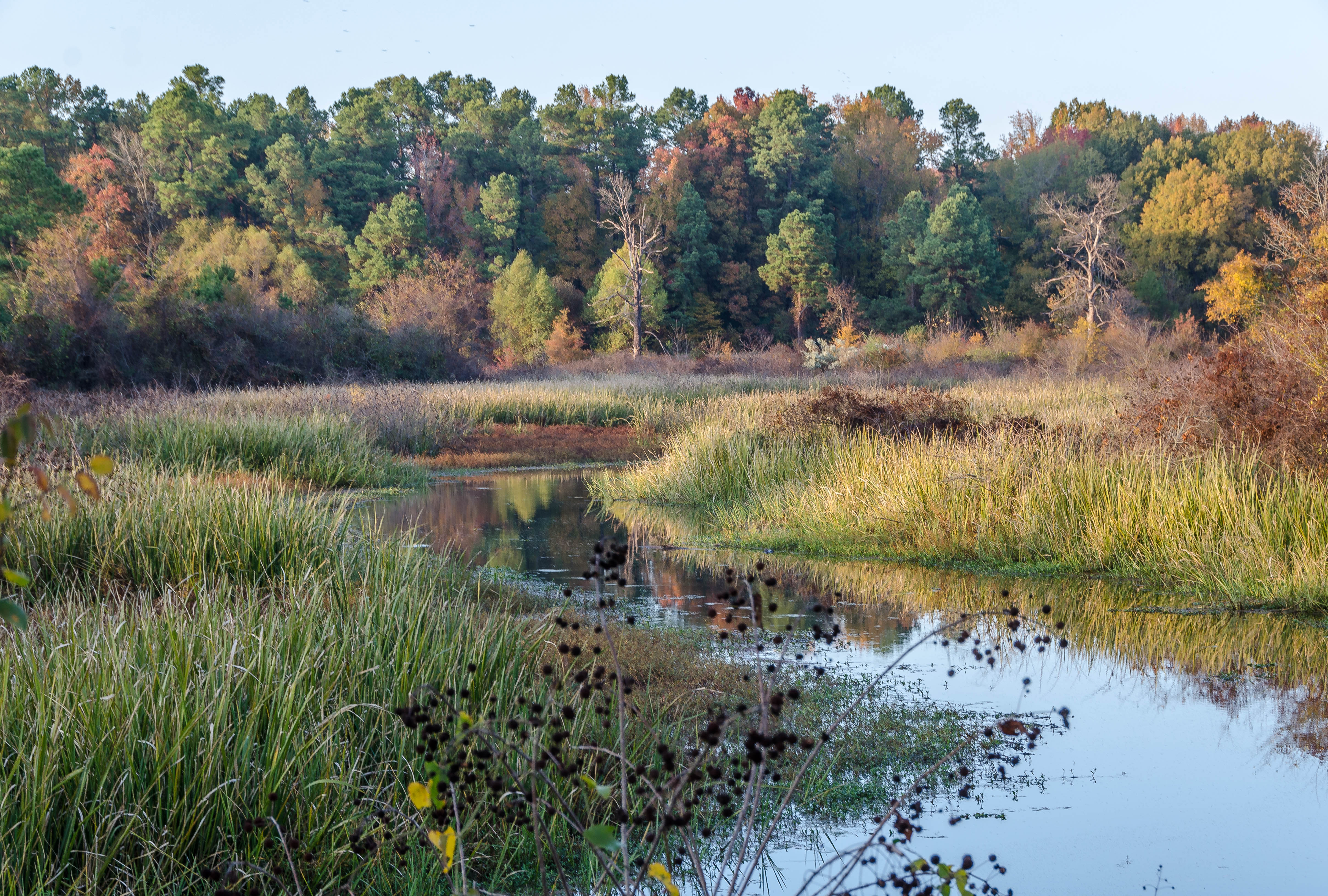
Le bayou Bartholomé près de Pine Bluff.

Le bayou Bartholomé (Bayou Bartholomew) est un cours d'eau des États-Unis, s'écoulant dans les deux États de l'Arkansas et de la Louisiane. Il est le plus grand de tous les bayous des États-Unis.

## Toponymie
Le nom de ce bayou vient de l'expédition entreprise en 1686 lors de la colonisation française de l'Amérique. Henri Joutel et Henri de Tonti, membres de l'expédition de René-Robert Cavelier de La Salle dans la reconnaissance de la Louisiane française, naviguèrent avec plusieurs compagnons sur la rivière Saline puis sur ce long bayou. Parmi ses hommes, il y avait un jeune homme, surnommé « Petit Bartholomé, le Parisien. » Ils fondèrent, le long de ce bayou, un poste de traite qu'ils nommèrent poste Arkansas dans lequel Bartholomé resta pour le garder. Le bayou attenant prit alors le nom de ce jeune colon explorateur.
Après la vente de la Louisiane par Napoléon Ier, le nom du bayou fut anglicisé, le bayou Bartholomé devenant le bayou Bartholomew.

## Géologie
Le bayou Bartholomew est un très ancien lit de la rivière Arkansas. La rivière Arkansas changea plusieurs fois son cours et laissa plusieurs bras morts.

## Géographie
Le bayou Bartholomew est un affluent de la rivière Ouachita et donc un sous-affluent du Mississippi par la Rouge du Sud. Il prend sa source dans l'État de l'Arkansas, près de Pine Bluff, dans le comté de Jefferson et s'écoule ensuite dans l'est de l'État de la Louisiane. Il se jette dans la rivière Ouachita dans la paroisse de Morehouse en Louisiane.
Son cours a une longueur de 586 km de long.

## Histoire
Jusqu'en 1890 et la construction du chemin de fer, le bayou Bartholomé fut la principale voie de communication et de commerce à l'intérieur du delta du Mississippi.